# Нельгесе
Нельгесе́ (якут. Нэльгэһэ)— река в Якутии, левый приток реки Адычи (приток Яны).
Длина реки — 566 км, площадь водосборного бассейна — 15 200 км². Берёт начало на Верхоянском хребте. Протекает в основном по Янскому плоскогорью в пределах Томпонского и Верхоянского районов. Река замерзает в октябре и остаётся под ледяным покровом до мая. Питание снеговое и дождевое. Среднегодовой расход воды — 43 м³/с. Впадает в Адычу в 351 км от её устья.

## Гидрология
Среднегодовой расход воды в 5 км от устья составляет 61,3 м³/с, наибольший приходится на июнь, наименьший — на зимние месяцы и бо́льшую часть весны.
| Средний расход воды (м³/с) реки Нельгесе по месяцам с 1967 по 1997 гг. (замеры производились на гидрологическом посту в 5 км от устья) |

## Основные притоки
(расстояние от устья)
- 228 км — река Сордонг (пр)
- 256 км — река Кондекан (пр)

## Данные водного реестра
По данным государственного водного реестра России и геоинформационной системы водохозяйственного районирования территории РФ, подготовленной Федеральным агентством водных ресурсов:
- Бассейновый округ — Ленский
- Речной бассейн — Яна
- Речной подбассейн — Адыча
- Водохозяйственный участок — Адыча